# Висок (село)
Висок (болг. Висок) — село в Болгарии. Находится в Тырговиштской области, входит в общину Омуртаг. Население составляет 284 человека (2022).

## Политическая ситуация
В местном кметстве Висок, в состав которого входит Висок, должность кмета (старосты) исполняет Хикмет Ахмедов Бекиров (Движение за права и свободы (ДПС)) по результатам выборов.
Кмет (мэр) общины Омуртаг — Неждет Джевдет Шабан (ДПС) по результатам выборов.